# Agusta AB412

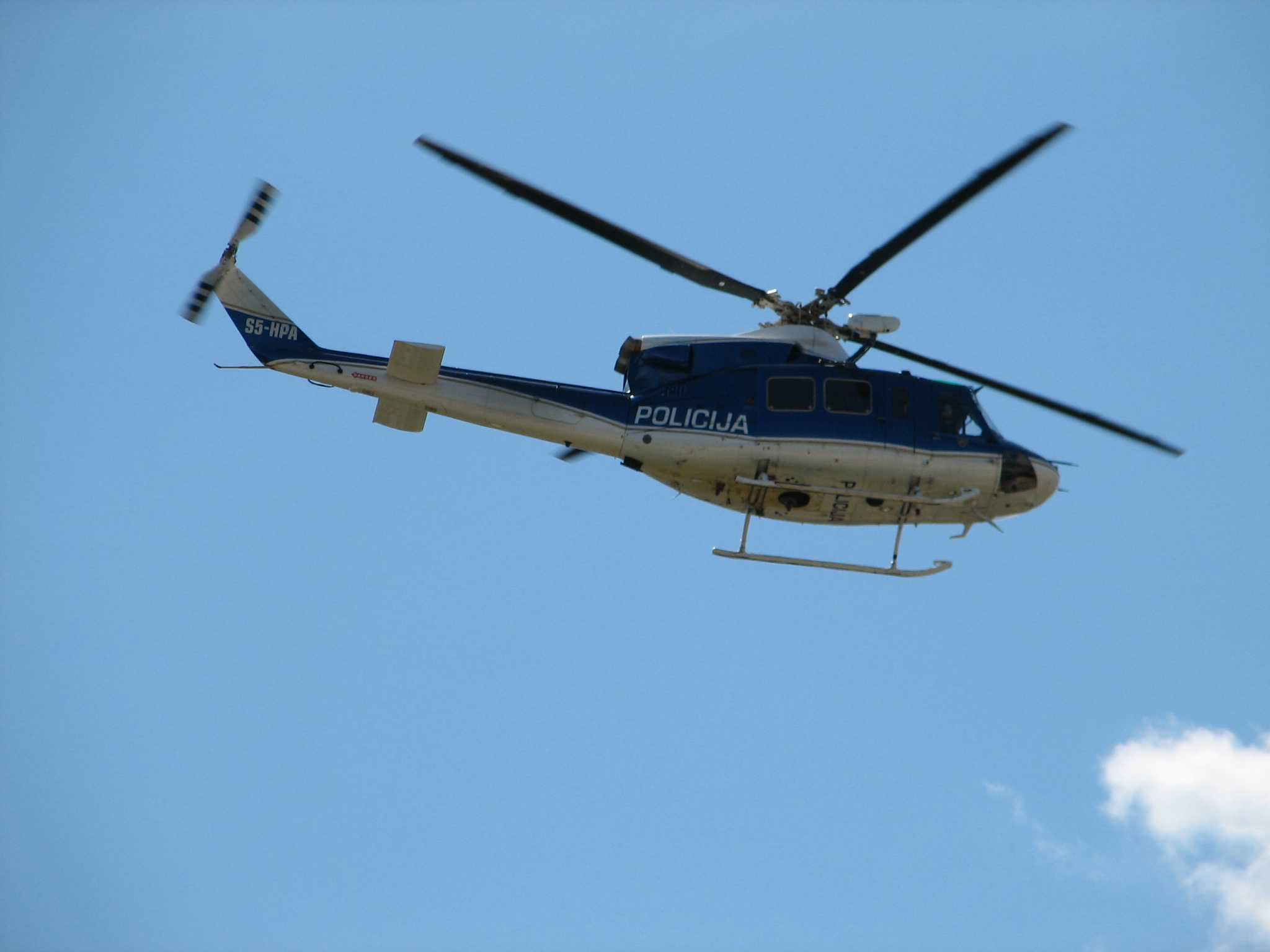
AB 412 van de politie in Slovenië

Agusta Bell 412 is een type helikopter van de Italiaanse fabrikant Agusta. Hij is afgeleid van de Bell 412 van de Amerikaanse fabrikant Bell, waarmee Agusta samenwerkt.

## Nederland
De Agusta Bell 412-SP (Special Performance) werd als SAR-helikopter, dat wil zeggen voor reddingsoperaties, gebruikt door het 303 Search and Rescue Squadron van de Koninklijke Luchtmacht, waar hij sinds 1994 de Alouette verving. Het squadron beschikte over drie gele helikopters, die gestationeerd waren op de Vliegbasis Leeuwarden en op Vlieland Heliport. 
De AB-412SP waren een verbetering ten opzichte van de Alouette. Zij beschikten over moderne (navigatie-)apparatuur, waarmee ook tijdens slecht weer en duisternis kon worden gevlogen. Om het zoeken en redden van slachtoffers op zee of op land beter mogelijk te maken waren zij verder uitgerust met een grote hoeveelheid extra apparatuur, waaronder:
- een 1600 watt zoeklicht
- een 'homing'-systeem dat de locatie van een noodbaken aangeeft
- een 'autopilot' die automatisch zoekpatronen kan afvliegen
- 'Night Vision Goggles' (nachtkijker) waarmee de cabinebemanning bij duisternis goed zicht heeft
- communicatiemiddelen (waaronder marifoon) waarmee direct contact werd onderhouden met andere hulpverlenende instanties.

De hoofdtaak van het 303 SAR squadron was het opsporen en redden van militaire luchtvaartbemanningen in nood, met name tijdens het oefenen op de militaire schietrange Vliehors op Vlieland en in de 'Temporary Reserved Area's (TRA's) boven de Noordzee.
De tweede taak van het squadron was het spoedeisend patiëntenvervoer van de Nederlandse Waddeneilanden naar ziekenhuizen op het vasteland. Hiervoor vloog de SAR-helikopter meer dan honderdvijftig keer per jaar.
Ten slotte werd de AB-412 door de Nederlandse Kustwacht ingezet voor reddingsacties op het water of door een regionale meldkamer voor ondersteuning bij zoekakties op land.
Op 1 januari 2015 werden de helikopters teruggetrokken en het 303sqn werd opgeheven. De helikopters zijn daarna verkocht aan Peru.